# Episodi di Good Girls (prima stagione)
La prima stagione della serie televisiva Good Girls è stata trasmessa in prima visione negli Stati Uniti sulla NBC dal 26 febbraio al 30 aprile 2018. 
In Italia la stagione è stata pubblicata interamente su Netflix il 2 luglio 2018.
| n° | Titolo originale        | Titolo italiano        | Prima TV USA     | Pubblicazione Italia |
| -- | ----------------------- | ---------------------- | ---------------- | -------------------- |
| 1  | Pilot                   | Pilot                  | 26 febbraio 2018 | 2 luglio 2018        |
| 2  | Mo Money, Mo Problems   | I Soldi Portano Guai   | 5 marzo 2018     | 2 luglio 2018        |
| 3  | Borderline              | Borderline             | 12 marzo 2018    | 2 luglio 2018        |
| 4  | Atom Bomb               | Bomba Atomica          | 19 marzo 2018    | 2 luglio 2018        |
| 5  | Taking Care of Business | Occuparsi degli Affari | 26 marzo 2018    | 2 luglio 2018        |
| 6  | A View from the Top     | Vista dall'Alto        | 2 aprile 2018    | 2 luglio 2018        |
| 7  | Special Sauce           | Una Salsa Speciale     | 9 aprile 2018    | 2 luglio 2018        |
| 8  | Shutdown                | Arresto                | 16 aprile 2018   | 2 luglio 2018        |
| 9  | Summer of the Shark     | L'Estate degli Squali  | 13 aprile 2018   | 2 luglio 2018        |
| 10 | Remix                   | Remix                  | 30 aprile 2018   | 2 luglio 2018        |

## Pilot
Tramite alcuni flashback ci viene spiegato l'andazzo di una rapina avvenuta in un supermercato da parte opera di tre donne.
Beth Boland è l'amorevole moglie di Dean Boland, il disorganizzato proprietario del concessionario d'auto “Boland Motors”, dal quale ha avuto quattro figli; sua sorella minore Annie, invece, è molto più immatura e irresponsabile rispetto a Beth, infatti ha partorito una bambina già a 17 anni, Sadie, e ora il suo ex compagno e padre di Sadie, Greg, è intenzionato a citarla in giudizio per ottenere l'affidamento esclusivo della figlia; infine, Ruby Hill è una tenace donna di colore e madre di due bambini, uno dei quali, Sara, ha gravi problemi di salute. Mentre Annie non riesce ad arrivare a fine mese con il suo impiego da commessa e Ruby fatica a racimolare i soldi per i farmaci di Sara, Beth scopre che Dean ha intrapreso una relazione clandestina con una sua collega e che l'uomo ha stipulato diversi mutui che potrebbero portar via loro la casa. Imbestialita e alla disperata ricerca di soldi con cui riscattare l'abitazione e gli errori del marito, Beth caccia di casa Dean e organizza una rapina del valore di 30 000 $ al supermercato in cui lavora Annie insieme alla sorella e a Ruby. Fortunatamente, il furto va a buon fine, ma le tre donne restano scioccate quando, contando il bottino, capiscono di aver rubato ben 500 000 $. Non sapendo cosa fare con una somma così spropositatamente alta e facilmente riconoscibile, le amiche concordano sul non sperperarne subito d'un botto, anche se Annie si darà alla pazza gioia, spendendo oltre 100 000 $. Un giorno, Beth si ritrova in casa propria una banda di malviventi capitanati dal boss Rio, che informa lei, Annie e Ruby del fatto che i soldi da loro trafugati sarebbero dovuti andare alla drogheria locale, perciò le tre dovranno rimborsare la gang, altrimenti la pagheranno a caro prezzo. In tutto ciò, il capo di Annie, Boomer, rivela di sapere che Annie ha preso parte alla rapina, dato che l'ha riconosciuta dal tatuaggio sulla schiena di una delle ladre, ma promette di non proferirne parola con nessuno solo se Annie lo compiacerà con favori sessuali. Quando, una sera, un Boomer ubriaco fradicio tenta di violentare Annie, Beth interviene puntando una pistola giocattolo contro l'uomo, che in risposta intima loro di spifferare in giro la verità sulla rapina, alche Beth lo colpisce alla testa con una bottiglia e lui cade su di un tavolo di vetro, giacendo immobile a terra, apparentemente morto. 

## I soldi portano guai
Beth e Annie comunicano a Ruby di tenere prigioniero Boomer, sopravvissuto, nella casa sull'albero di Beth, finché non capiranno cosa farne di lui. Dopo che Rio e i suoi scagnozzi danno tempo alle tre sino al giorno successivo per il pagamento, Beth, Annie e Ruby hanno l'idea di contattare la ricca nonna di Boomer, Marion, in modo tale da avere un riscatto. Giunte in casa di Marion spacciandosi per delle volontarie, le donne frugano dappertutto nell'appartamento, e Beth scova i soldi di Marion dietro un armadio, ma purtroppo non riesce a compiere un gesto del genere ai danni di una povera anziana e lascia perdere questa opzione. Beth, Annie e Ruby, allora, si preparano ad affrontare l'ira di Rio, ma la sorte vuole che le statuine che Annie ha rubato da casa di Marion siano rarissime e costosissime, e cercano quindi di convincere il boss a rivenderle per recuperare i restanti soldi. Tuttavia, la violenta reazione di Rio sta quasi per permettere ai suoi compagni di uccidere Beth, la quale però reagisce esponendo un commovente discorso che lo dissuade da tale azione. Poco dopo, Boomer riesce a liberarsi e a scappar via, inseguito dalle tre amiche. Una volta braccato, Annie scatta una foto alle sue parti intime e finge di inviarla a sua figlia Sadie dal telefono dello stesso Boomer così che, qualora lui andasse alla polizia a smascherarle, lei lo possa denunciare per pedofilia. Il mattino seguente, Beth sorprende nel suo cortile Rio, che stranamente chiede il suo aiuto e quello di Annie e Ruby.

## Borderline
Dietro ordine di Rio, Beth, Annie e Ruby devono dirigersi in Canada e prendere un pacco per lui, in cambio dell'estinzione del loro debito. Necessitando di una macchina che non dia troppo nell'occhio, le tre donne rubano una vettura dalla concessionaria di Dean, ignare che Boomer le stia pedinando. Il viaggio, però, è pieno di tensione, tra le preoccupazioni di Annie sull'imminente colloquio con l'assistente sociale per la custodia di Sadie, e i pensieri di Ruby circa le bugie di una donna, Sheila, che afferma, falsamente, di essere stata lei l'anonimo benefattore dei soldi serviti alle cure di Sara, facendo sospettare Ruby che Sheila abbia voluto attirare l'interesse di suo marito Stan, di cui è palesemente invaghita. Dopo aver brillantemente superato il confine, le tre amiche raggiungono il negozio indicato da Rio, ma, inizialmente, uno degli uomini in servizio si rifiuta di dar loro il pacco, così Ruby prende in mano la situazione e cerca di minacciarlo con una pistola; tuttavia, questa era carica e l'uomo viene ferito di striscio al piede, lasciando campo libero a Beth, Annie e Ruby di impossessarsi del pacco. Sulla via della dogana, inoltre, la loro auto viene fermata e sottoposta a una perquisizione; sicure che l'involucro segreto contenga droga e che per questo possano essere arrestate, le tre vengono fatte proseguire con loro stesso stupore. Ritornate in Michigan, Beth, Annie e Ruby scoprono che la carta regalo all'interno della scatola nasconde dei dollari contraffatti, che vengono poi portati nel magazzino di soldi illegali di Rio, il quale cancella definitivamente gli affari in sospeso con le tre. Quando Dean avvisa Beth delle indagini della polizia sul furto della macchina, che è stata sincronizzata col telefono di Annie, le donne sono costrette ad affondare il veicolo in un lago per eliminare ogni loro traccia. Purtroppo, Annie arriva tardi all'appuntamento con l'assistente sociale e fa una pessima figura che compromette la sua posizione di madre. Ruby, invece, se la vede con Sheila e gioca al suo stesso gioco, annunciando pubblicamente alla congregazione religiosa a cui appartengono la sua gratitudine non solo per i soldi messi a disposizione da Sheila, ma anche delle sue offerte d'aiuto per la casa e i bambini di Ruby e Stan. Beth, infine, torna al magazzino di Rio, che adesso è stato completamente svuotato, così si lascia indietro una collana di perle come segnale per Rio; infatti, in serata, Rio si presenta da Beth, che vuole inspiegabilmente parlargli.

## Bomba atomica
Di rientro dal supermercato, Beth s'imbatte in un uomo sconosciuto dormiente nel letto di sua figlia e ferito da un colpo di pistola. Una volta chiamate Annie e Ruby, Beth convoca Rio in casa, poiché pensa che l'uomo sia un socio di Rio, verso cui Beth si era offerta di compiere altri “lavoretti” proficui; Rio conferma la teoria di Beth e pretende che le donne tengano per un periodo di tempo indeterminato il suo amico in casa Boland, fino a che non sarà guarito, e giura di sdebitarsi pagandole generosamente. Una sera, lo sconosciuto rinsavisce, ma, in preda alla frenesia, se la dà a gambe con l'auto di Beth. Nel frattempo, Ruby, che lavora come cameriera in un locale, fronteggia le calunnie di un cliente irrispettoso che si ustiona volontariamente la mano in un piatto bollente per far ricadere la colpa su Ruby, la quale, non volendo assolutamente scusarsi con lui, viene di conseguenza licenziata, celando però la verità a Stan. Annie aiuta Sadie in una situazione complicata: la ragazzina è vittima di bullismo a scuola per via della sua identità di genere (invero si veste da maschio). Quando il complice di Rio rende la macchina ad Annie, quest'ultima ne coglie l'occasione e lo ingaggia per spaventare i bulletti della scuola di Sadie. Il compleanno di Kenny, figlioletto di Beth e Dean, si avvicina e Beth approfitta delle regole di restituzione di un market per organizzargli una festa sfarzosa. Durante i festeggiamenti, Rio si fa vivo per reclamare il suo amico, ma dinanzi alla storia di Beth su come l'uomo se ne sia andato, il loro accordo salta e né lei, né Annie e Ruby vengono pagate; oltretutto, Dean riferisce alla moglie di essere affetto da cancro, motivo per cui Beth lo autorizza a ritornare a casa, malgrado si scopra che l'uomo stia effettivamente simulando la sua malattia. Intanto, Boomer porta i suoi sospetti sulle attività illecite di Beth, Annie e Ruby all'FBI, inoltrando all'agente Turner una fotografia di Rio, ricercato da tempo. Oramai a corto di denaro, Beth, Annie e Ruby prospettano a Rio l'idea di entrare nel giro riciclando i suoi soldi sporchi e ricavandone il 12,5% del profitto. Più tardi, l'agente Turner bussa alla porta di casa di Beth con delle domande.

## Occuparsi degli affari
La comparsa dell'agente Turner e le sue domande in merito ad attività sospette nel quartiere in cui vive, agitano dei timori in Beth, perciò lei, Annie e Ruby s'incontrano con Rio per discuterne, ma il boss si dimostra tranquillo e respinge le loro preoccupazioni. Dal giorno seguente, borse d'ingenti quantità di denaro sporco appaiono nelle auto delle tre donne, che immediatamente si mettono al lavoro: ognuna di loro compera tantissimi apparecchi di elettronica, conservando gli scontrini che dovranno riutilizzare per il reclamo. Nel mentre dei suoi acquisti, Annie conosce un impiegato, Brian, con cui ha un'avventura amorosa di una sera dato che Sadie è fuori città insieme a Greg e alla sua compagna Nancy. Nel cuore della notte, però, Brian si dilegua e ruba la ricevuta di pagamento di Annie. Tremendamente scosse, le amiche, dopo aver scoperto l'indirizzo di casa si Brian, si recano da lui per riprendere lo scontrino, ma capiscono che il ragazzo, oltre che a essere già marito e padre, ha cestinato il foglietto. Le donne si catapultano nel cassonetto dell'immondizia per ritrovare la ricevuta, e durante la ricerca, conclusasi al meglio, tra Beth e Annie scoppia una lite dovuta al poco buonsenso della seconda. Successivamente, Ruby fila a scuola di Sara per assistere al suo spettacolo di danza, ma purtroppo la bambina sviene a causa di un malore. In ospedale, la dottoressa mette al corrente Ruby e Stan che uno dei reni di Sara ha ceduto, così, i due credono che la piccola non abbia ingurgitato le sue pillole, e, difatti, trovano sotto al materasso di casa un barattolo pieno dei suoi medicinali. Sara si giustifica dicendo di sapere della difficile situazione economica in cui versa la sua famiglia e di aver voluto custodire le medicine sino a quando non fosse peggiorata. Confortata da Beth e Annie, che si sono riappacificate, Ruby riceve dalle amiche la loro parte di soldi veri per farle pagare l'ospedale e le cure di Sara. Rincasata, Beth viene riavvicinata dall'agente Turner, che le chiede se sia collegata in qualche modo a Rio, pertanto, accordatasi col boss, Beth prenota un appuntamento con il detective e, mentendo, ammette di essere andata a letto con Rio soltanto una volta. 